# 奄美竪琴
奄美竪琴（あまみたてごと）は、20世紀の鹿児島県の奄美大島で、日本の箏を改造して作られた琴柱（ことじ）を持つ多弦のツィター属の楽器。地元では単に竪琴（たてごと、たてぃぐとぅ）と呼ぶ。2015年発売の盛島貴男のCD『奄美竪琴』で、この呼称が公に使用された。

## 特徴
近年の中国の筝にみられるような、ピアノ線などの金属弦を十数本張っている撥弦楽器。横置きの筝の変種であるが、立てて演奏したため、一般に「竪琴」と称された。
複数の弦を張り、各弦が固有の音を出す点は西洋音楽に使うハープなどとも共通するが、ハープが弦の長さと張りを変えて調音するのに対して、奄美竪琴や筝は同じ長さの弦の下に立てた琴柱（ことじ）の位置をずらして調音するため、原理が異なる。
類似の金琴（かなごと）は鹿児島県をはじめ、九州本土にも作例があった。沖縄県で作られた、金属弦の琉琴とは形、大きさ、音色が似るが、琉琴は筝と同じく水平に置いて演奏する点が異なる。
奏法では、筝や琉琴と比べると、左手で弦を押さえて張りを変え、音程を変える奏法が無い点が異なる。これは左手は楽器本体を支え持つのに必要であることと、左手の指は四つ竹と呼ばれる竹製の拍板やカスタネットに似た打楽器の音を出すのに使われることによる。右手の指には爪をはめて演奏するのが普通であるが、近年はギターピックや三味線のバチを使うことも試みられている。

## 歴史
1919年鹿児島県大島郡笠利町（現奄美市）生まれの里国隆が、生後すぐに失明し、生活の糧として作り出し、1937年から路傍で樟脳を売るための人集めとしてシマ唄などを歌い、演奏した事で知られる。
里国隆は筝に金属弦を張った金琴（かにぐとぅ）を、路傍で演奏するために持ち運びしやすい、半分ほどの長さに切断し、肩に担げるように裏に紐を取り付ける改良を行った。里より前に鹿児島で柳野武夫という人が同じような楽器（薩摩竪琴）を使って鹿児島が特産の樟脳を売っていたという話がある。また、右手の指にはカスタネットや中国の拍板に似た四つ竹を持ってリズムを刻みながら、左手で竪琴の旋律を奏で、シマ唄、俗謡、替え歌を歌った。夜は名瀬市（現奄美市）の繁華街屋仁川通りで流しも行った。第二次世界大戦後、アメリカ合衆国施政権下で景気の良い沖縄本島に渡り演奏しているところを照屋林助に見出され、舞台でも演奏をするようになり、レコードも出版された。
戦後、筝に金属弦を張った縦持ちの楽器を弾く演者は福岡県にもおり、博多の立琴流しとして知られた上田正夫の1970年の演奏と唄「あんこ可愛や」、「無情の夢」が小沢昭一の『日本の放浪芸』(1999年、Victor VICG-60231～7)に収録されている。
1985年に里国隆が亡くなると、人前で演奏する演奏家は途絶えたが、奄美大島には4-5人演奏ができる人がおり、また、里国隆のレコードを聞いて演奏を行ったり、竪琴を自作する人たちも現れた。1990年代、奄美大島在住の三味線奏者で、製作、販売も行っていた阿世知幸雄は竪琴の製作、販売、演奏も行ない、希少な奏者であったが、2013年に亡くなった。
2000年代に入り、奄美大島名瀬市出身の盛島貴男は、こどもの頃に永田橋付近で見た里国隆の演奏を思い出し、遺族から竪琴を借りてコピーを製作し、演奏をするようになった。現在は龍郷町に工房とスタジオを構えて公に製作、販売、演奏指導を行っており、2011年の様子が遠藤ミチロウ監督のドキュメンタリー映画『お母さん、いい加減あなたの顔は忘れてしまいました』に記録されている。
2010年代になると各地で演奏会が行われるようになった。
2012年6月19日、奄美市のライブハウスASiViで「コトコト琴自慢」と称する奄美竪琴の演奏会が行われた。
2014年には里アンナが東京などでのライブで「行きゅんにゃ加那」の弾き語りを披露した。
2015年6月14日、奄美市のライブハウスASiViで「コトコト琴自慢 Vol.2」を開催。
2015年9月13日、盛島貴男のCD『奄美竪琴』が発売。同年にパーカッショニストの山本恭久が新たに録音した音源で、10月には東京下北沢のライブハウスや渋谷のCD店で演奏が披露された。
2016年3月1日、目黒区碑文谷のライブハウスで、遠藤ミチロウ監督のドキュメンタリー映画『お母さん、いい加減あなたの顔は忘れてしまいました』の上映と盛島貴男の演奏が披露された。
2016年5月28日には、愛知県豊田市の橋の下世界音楽祭で盛島貴男が中部地方初の演奏を行った。

## 奄美竪琴の奏者
- 里国隆 - 1919年、奄美大島笠利町崎原生まれ。三味線奏者でもある。
- 阿世知幸雄 - 1932年、奄美大島龍郷町生まれ。唄者、三味線奏者でもある。唄者阿世知牧直の孫。CD『あさばな 奄美しまうた紀行』（JAB-05、1997年10月14日発売）、『花染 奄美しまうた紀行2』（JAB-06、1998年03月21日発売）に演奏を収録。
- 盛島貴男 - 1950年、奄美大島名瀬市生まれ。アルバム『奄美竪琴』（UTCD-0011、2015年9月13日発売）。2015年12月号の『ミュージック・マガジン』にインタビュー記事掲載。2016年1月15日にはNHK BSプレミアム『新日本風土記』で演奏が放送された。また2019年8月に放送されたNHKのドラマ「甲子園とオバーと爆弾なべ」では、盲目の路上演奏家里国隆を彷彿とさせる路上演奏家役を演じてシマ唄を歌った。
- 久保賢男 - 喜界島（喜界町）の研究者、唄者。
- 鼓童
- 江草啓太 - YAHISA
- 鈴木亜紀 (ミュージシャン)
- 里アンナ - 1979年、奄美大島笠利町生まれ。唄者、歌手、三味線奏者でもある。アルバム『紡唄』（ANNA-1、2015年6月27日発売）に「山原」（やんばる）などを収録。